# Claudio Passarelli
Claudio Passarelli (* 18. Januar 1965 in Ludwigshafen am Rhein) ist ein ehemaliger deutscher Ringer und Weltmeister von 1989.

## Werdegang
Claudio Passarelli ist der Sohn italienischer Einwanderer aus Gambatesa in Süditalien und der jüngste von drei Brüdern, die alle deutsche Meister im Ringen waren und einer davon, Pasquale, sogar Olympiasieger 1984 in Los Angeles wurde. Die drei Brüder lernten das Ringen bei Trainer Walter Gehring bei der KSG Ludwigshafen. Später wechselte Claudio Passarelli zum VfK Schifferstadt.
Passarelli entwickelte sich schon in jungen Jahren zu einem hervorragenden Ringer im griechisch-römischen Stil, der 1984, als 19-Jähriger, seine erste deutsche Meisterschaft bei den Senioren im Leichtgewicht gewann. Auf der internationalen Ringermatte war ihm bereits 1983 im amerikanischen Oak Lawns ein großer Erfolg gelungen, als er Juniorenweltmeister (bis 18 Jahre) im Leichtgewicht wurde. 1985 gelang ihm bei den 20-Jährigen der Gewinn der Silbermedaille bei den Junioren-Europameisterschaften in Frederikshavn/Dänemark. Dabei traf er im Endkampf zum ersten Mal in seiner Laufbahn auf den sowjetischen Sportler Levon Dschulfalakjan, mit dem er sich in seiner weiteren Ringerlaufbahn noch einige harte Duelle lieferte.
Das nächste Duell dieser beiden Ringer fand schon bei der Weltmeisterschaft der Senioren 1986 in Budapest statt. Passarelli unterlag gegen Dschulfalakjan im Poolfinale nach einem guten Kampf mit 5:9 Punkten und gewann mit einem Sieg über den Norweger Morten Brekke die Bronzemedaille. Passarelli besiegte bei dieser Weltmeisterschaft in der ersten Runde den Vorjahresweltmeister Ștefan Negrișan aus Rumänien klar nach Punkten.
Auf eine enorm starke Konkurrenz traf Passarelli bei der Europameisterschaft 1987 in Tampere, wo er trotz fünf Siegen nur auf dem 5. Platz landete. Bei der Weltmeisterschaft des gleichen Jahres kam es zu einem Vorfall mit dem Kampfgericht. Vor einem Kampf in seinem Pool verweigerte ihm das Kampfgericht das Wiegen, weil es der Meinung war, Passarelli wäre bereits ausgeschieden. Als das Kampfgericht auf einen Einspruch des bundesdeutschen Nationaltrainers Heinz Ostermann seinen Fehler erkannte und Passarelli abwog, hatte dieser plötzlich Übergewicht, weil er inzwischen Flüssigkeit aufgenommen hatte.
Bei den Olympischen Spielen 1988 in Seoul enttäuschte Passarelli, als er nach zwei Siegen gegen Nandor Sabo aus Jugoslawien und Kim Sung-moon aus Korea verlor und sich nicht im Vorderfeld platzieren konnte. 1989 gelang dann Passarelli der ganz große Erfolg. Er wurde in Martigny/Schweiz, Weltmeister im Leichtgewicht. Im Poolfinale besiegte er dabei Olympiasieger Levon Dschulfalakjan und im Finale Ghani Yalouz, einen in Frankreich eingebürgerten Nordafrikaner.
1990 erlitt Passarelli einen Beinbruch, der eine längere Pause beanspruchte. Erst 1992 versuchte er ein Comeback. Er konnte dabei aber nicht mehr an die sehr guten Leistungen der Jahre 1986 bis 1989 anknüpfen. Immerhin erreichte er bei der Europameisterschaft 1992 in Kopenhagen den 6. Platz und kam bei den Olympischen Spielen in Barcelona auf den 10. Platz. In der deutschen Olympiaqualifikation hatte er sich dabei gegen den Vizeweltmeister von 1989 Janis Zamanduridis durchgesetzt.
Claudio Passarelli beendete danach seine internationale Ringerlaufbahn. Er war für seinen Verein VfK Schifferstadt noch lange in verschiedenen Aufgabenbereichen tätig und kämpfte in der Bundesliga, zuletzt im Jahre 2003 als 38-Jähriger.
Passarelli ist noch als Mitglied der Pälzer Ausles aktiv.

## Internationale Erfolge
(OS = Olympische Spiele, WM = Weltmeisterschaft, EM = Europameisterschaft, GR = griech.-röm. Stil, Le = Leichtgewicht, We = Weltergewicht, damals bis 68 kg bzw. 74 kg Körpergewicht)
- 1983, 1. Platz, Junioren-WM in Oak Lawns/USA, GR, Le, mit Siegen über Vassiliadis, Griechenland, Wennberg, Schweden, Anton Marchl, Österreich, Sperisen, Schweiz, und Ruben Grigorjan, UdSSR;
- 1984, 2. Platz, Junioren-EM in Fredrikshavn/Dänemark, GR, Le, hinter Levon Dschulfalakjan, UdSSR, und vor Marian Bandow, Bulgarien, und Csaba Scharfenberger, Ungarn;
- 1986, 3. Platz, WM in Budapest, GR, Le, mit Siegen über Ștefan Negrișan, Rumänien, Aristidis Grigorakis, Griechenland, Takumi Mori, Japan, und Morten Brekke, Norwegen, und einer Niederlage gegen Levon Dschulfalakjan;
- 1987, 7. Platz, Junioren-WM in Colorado Springs/USA, GR, Le, mit einem Sieg über Kim Seung-Young, Korea, und Niederlagen gegen Ruben Grigorjan und Rumen Gentschew, Bulgarien;
- 1987, 5. Platz, EM in Tampere, GR, Le, mit Siegen über Aristidis Grigorakis, Sumer Kocak, Türkei, Umberto Dibiasi, Italien, Lars Lagerborg, Schweden, und Attila Repka, Ungarn, und Niederlagen gegen Jerzy Kopański, Polen, und Petrică Cărare, Rumänien;
- 1987, 11. Platz, WM in Clermont-Ferrand, GR, Le, mit Siegen über Martinez, USA, und Petrică Cărare und Niederlagen gegen Sumer Kocak und Nandor Sabo, Jugoslawien;
- 1988, 1. Platz, Großer Preis der BRD in Neuss, GR, Le, vor Petrică Cărare, Jerzy Kopański, Marthin Kornbakk und Lars Lagerborg, beide Schweden;
- 1988, 13. Platz, OS in Seoul, GR, Le, mit Siegen über Frank Abial, Frankreich, und Zhao Jiangniang, VR China, und Niederlagen gegen Nandor Sabo und Kim Sung-moon, Korea;
- 1989, 1. Platz, WM in Martigny/Schweiz, GR, Le, mit Siegen über Sali, Türkei, Sawek, Kenia, Tome, Portugal, Nandor Sabo, Levon Dschulfalakjan und Ghani Yalouz, Frankreich;
- 1990, 1. Platz, Großer Preis der BRD in Saarbrücken, GR, Le, vor Ghani Yalouz, Attila Repka, Lars Lagerborg, Petrică Cărare und Marthin Kornbakk;
- 1990, 11. Platz, EM in Posen, GR, Le, mit einem Sieg über Vassiliadis Daskalos, Griechenland, und Niederlagen gegen Ghani Yalouz und Islam Duguschiew, UdSSR;
- 1992, 6. Platz, EM in Kopenhagen, GR, Le, mit Siegen über Jukko Loikas, Finnland, Tomasz Brezny, Tschechoslowakei, und Andris Staschkewitsch, Lettland, und Niederlagen gegen Stojan Dobrew, Bulgarien, Attila Repka, Valeri Nikitin, Estland, und Ryszard Wolny, Polen
- 1992, 10. Platz, OS in Barcelona, GR, Le, mit einem Sieg über Marthin Kornbakk und Niederlagen gegen Cecilio Rodriguez, Kuba, und Abdullah Chamangoli, Iran

## Deutsche Meisterschaften
- 1984, 1. Platz, GR, Le, vor Armin Rachor, Kleinostheim u. Erich Klaus, Reilingen
- 1985, 1. Platz, GR, Le, vor Armin Rachor u. Rolf Entholtzner, Urloffen
- 1987, 2. Platz, GR, Le, hinter Klaus Müller (Ringer), Elgershausen u. vor Wolfgang Laier, Reilingen
- 1988, 1. Platz, GR, Le, vor Klaus Müller u. Mario Lauer, Lahr-Kuhbach
- 1989, 1. Platz, GR, Le, vor Klaus Müller u. Wolfgang Schmidt
- 1990, 4. Platz, GR, Le, hinter Bernhard Rieger, Nürnberg, Bruno Keimig, Mömbris-Königshofen u. Roland Bühler, Freiburg im Breisgau-Haslach
- 1991, 3. Platz, GR, Le, hinter Jannis Zamanduridis, Mömbris-Königshofen u. Roland Bühler
- 1992, 1. Platz, GR, Le, vor Jannis Zamanduridis u. Roland Bühler
- 1994, 1. Platz, GR, We, vor Murat Cebi, Aalen u. Jochen Jahn, Bonn-Duisdorf